# Christian Friedrich (Bobfahrer)
Christian Friedrich (* 2. Juni 1981) ist ein ehemaliger deutscher Bobsportler.

## Werdegang
In der Saison 2004/2005 wechselte Christian Friedrich von der Leichtathletik zum Bobsport. Seit 2005 gehörte er zum deutschen Nationalkader. Sein erstes internationales Rennen war der 4er-Bob Europacup auf der Kunsteisbahn am Königsee. Dort belegte das Juniorenteam um Nico Oetzel, Nils Böhm, Christian Friedrich und Patrick Göder den 6. Platz. Sein erstes Weltcup-Rennen bestritt Christian Friedrich im Bob von Matthias Höpfner auf der Natureisbahn von St. Moritz. 
In der Saison 2010/2011 gewann Christian Friedrich im Bob von Karl Angerer zusammen mit  Alexander Mann und Gregor Bermbach WM-Silber auf der Kunsteisbahn am Königsee.
Nach langer Verletzungspause kehrte Christian Friedrich in der Saison 2012/2013 zurück in den Weltcup und startete in dieser Saison mit Manuel Machata. Christian Friedrich startete in seiner Karriere bei internationalen Rennen ebenfalls für Thomas Florschütz und Maximilian Arndt.
Im Sommer 2014 beendete Christian Friedriche verletzungsbedingt seine Karriere. Er ist bis heute im Bobsport ehrenamtlich als Sportwart des  BSC Winterberg, sowie als Renn- und Organisationsleiter bzw. als Jury-Mitglied der International Bobsleigh & Skeleton Federation (IBSF) aktiv.